# Клев-Кольонія
Клев-Кольонія (пол. Klew-Kolonia) — село в Польщі, у гміні Жарнув Опочинського повіту Лодзинського воєводства.
Населення — 57 осіб (2011).
У 1975-1998 роках село належало до Пйотрковського воєводства.

## Демографія
Демографічна структура станом на 31 березня 2011 року:
|          | Загалом | Допрацездатний вік | Працездатний вік | Постпрацездатний вік |
| -------- | ------- | ------------------ | ---------------- | -------------------- |
| Чоловіки | 30      | 5                  | 20               | 5                    |
| Жінки    | 27      | 0                  | 12               | 15                   |
| Разом    | 57      | 5                  | 32               | 20                   |